# Ariane (Thomas Corneille)
Ariane (Ariadne) ist eine Tragödie in fünf Akten und in Versen von Thomas Corneille (1625–1709), die zum ersten Mal im Theater des Hôtel de Bourgogne am 26. Februar 1672 aufgeführt wurde. Das Werk basiert auf der Gestalt der Ariadne aus der griechischen Mythologie. Es handelt von der Rivalität zwischen Phèdre (Phaidra) und ihrer älteren Schwester Ariane (Ariadne) um die Liebe von Thésée (Theseus).

## Personen
- Œnarus, König von Naxos
- Thésée/Theseus, Sohn des Ægeus/Aigeus (König von Athen)
- Pirithoüs, Sohn des Ixion (König der Lapithen)
- Ariane/Ariadne, Tochter des Minos (König von Kreta)
- Phèdre/Phaedra, Schwester von Ariane/Ariadne
- Nérine, Vertraute von Ariane/Ariadne
- Arcas, Naxier, Vertrauter des OEnarus

## Verschiedenes
Von Pawel Katenin wurde das Stück ins Russische übertragen.

## Einzelnachweis
1. ↑  Thomas Corneille's "Ariane" and Racine's "Phèdre": The Older Sister Strikes Back. In: jstor.org. Abgerufen am 11. Oktober 2022 (englisch).